# Rudno (Parczew)
Pour les articles homonymes, voir Rudno.
Rudno (prononciation [ˈrudnɔ]) est un village de la gmina de Milanów du powiat de Parczew dans la voïvodie de Lublin, situé dans l'est de la Pologne.
Il se situe à environ 8 kilomètres au nord-est de Milanów (siège de la gmina), 15 kilomètres au nord-est de Parczew (siège du powiat) et 63 kilomètres au nord-est de Lublin (capitale de la voïvodie).
Le village est constitué de 3 villages:
- Rudno I
- Rudno II
- Rudno III

## Histoire
De 1975 à 1998, le village est attaché administrativement à l'ancienne Voïvodie de Biała Podlaska.

Depuis 1999, il fait partie de la nouvelle voïvodie de Lublin.